# 事前旅客情報システム
事前旅客情報システム（じぜんりょかくじょうほうシステム、英語: APIS,  Advance Passenger Information System）とは、政府と航空会社が協力し、出発空港において搭乗した旅客の個人情報（氏名、生年月日、性別等）を、航空機到着前に到着空港の警察・税関・入管に送付するコンピュータシステムのことである。これにより、出入国在留管理庁による厳正な上陸審査、税関による検査及び国際組織犯罪やテロ・犯罪者に係る警察による取締りの効率化を図る。

## 概要
APISはアメリカ合衆国、カナダ、オーストラリア、ニュージーランド、メキシコ、大韓民国など、世界各国で導入されており、日本では、財務省（税関）、法務省入国管理局（現・出入国在留管理庁）及び警察庁の3省庁が共同で、2005年（平成17年）1月4日より運用を開始した。この時点では各航空会社の任意による情報提供であったが、2007年（平成19年）2月1日からは義務化された。
- 警察庁 - 指名手配リスト、国際刑事警察機構 (ICPO) の手配リスト等
- 出入国在留管理庁 - 退去強制処分者リスト等
- 税関 - 関税法違反摘発リスト等

と照合を行い、その結果該当者が見つかった場合は、各機関が個別に対応を行う。

## 導入による効果
導入による効果としては、
- テロリスト及び不法入国者・フーリガン等の上陸阻止
- 輸入禁制品等の密輸阻止
- 指名手配被疑者等の発見と、国際組織犯罪・テロ等の取締りの強化
- 上陸審査の迅速化

が挙げられている。